# 서울당중초등학교
서울당중초등학교는 서울특별시 영등포구 양평동3가에 있는 공립 초등학교이다.

## 학교 연혁
- 1949년 10월 28일 서울당중초등학교 개교
- 1995년 5월 27일 서울당중국민학교에서 당중초등학교로 변경
- 2005년 6월 12일 병설유치원 개원
- 2008년 10월 13일 별관 리모델링 공사 완료
- 2009년 2월 20일 개축교사 이전 완료
- 2010년 2월 23일 후관 개축 교사동 이전 완료
- 2010년 2월 28일 BTL 개축공사 준공 완료
- 2010년 5월 25일 BTL 학교 개축 준공식
- 2010년 9월 3일 학교 급식시설 현대화 준공
- 2012년 3월 1일 영어전용교실 설치
- 2018년 1월 30일 방송장비 교체
- 2018년 3월 1일 제19대 한기천 교장 부임
- 2018년 4월 4일 녹색어머니회실 현판 설치
- 2018년 5월 28일 서울특별시남부교육지원청 융합과학교육센터 설치
- 2018년 8월 24일 실내외 도장 공사
- 2018년 8월 29일 돌봄교실(3실) 증설
- 2018년 9월 3일 학부모회실 설치
- 2018년 10월 19일 정보교육환경개선(3D프린터 2대, 무선인터넷AP 설치, 태블릿 45대)
- 2018년 10월 29일 외장형 CCTV 2대 설치(본관 외벽)
- 2018년 11월 5일 주차장 물빠짐 공사
- 2018년 11월 23일 방과후교실 학생용 노후 책걸상 전면 교체
- 2018년 11월 26일 교실 공기청정기 설치(전 학급 및 돌봄 4실)
- 2018년 12월 7일 학교급식 환경개선(냉난방기 교체)
- 2018년 12월 30일 옥외용 벤치 설치
- 2019년 3월 15일 명화 그림액자 51종 설치
- 2019년 4월 10일 연못 환경 개선
- 2019년 6월 15일 행복놀이공간 전통놀이마당 조성
- 2019년 6월 24일 본관동 및 화장실 방충망 설치
- 2019년 10월 25일 학생들의 꿈을 꽃피우는 당중예술제
- 2019년 12월 7일 서울형 메이커 스페이스 구축
- 2020년 2월 12일 제70회 81명 졸업(총 31744명)

## 참고 자료
- 서울당중초등학교 - 한국교육학술정보원 학교알리미